# Saint-Soupplets
Saint-Soupplets – miejscowość i gmina we Francji, w regionie Île-de-France, w departamencie Sekwana i Marna.
Według danych na rok 1990 gminę zamieszkiwało 2721 osób, a gęstość zaludnienia wynosiła 197 osób/km² (wśród 1287 gmin regionu Île-de-France Saint-Soupplets plasuje się na 423. miejscu pod względem liczby ludności, natomiast pod względem powierzchni na miejscu 202.).